# Bažant černý
Bažant černý (Lophura inornata), nazývaný také jako bažant Salvadorův či jako bažant Salvadoriho, je bažantovitý pták. 
Má podobný vzhled jako bažant Edwardsův. Liší se však zejména jinou barvou temene. Zatímco bažant Edwardsův má nohy červené, bažant Salvadorův je má světle šedé. Peří samců je lesklé a má modročernou barvu, zatímco u samic je stejně jako u jiných druhů bažantů nenápadné hnědavé.  
Druh dosahuje délky kolem 50 cm včetně ocasu.

## Chov vzoo
Tento druh bažanta je v současnosti v Česku chován jen ve dvou zoologických zahradách, a to v Zoo Plzeň a v Zoo Praha. V minulosti patřily k chovatelům tohoto vzácného opeřence také zoo v Děčíně, Chlebech u Nymburka a rovněž v Zoo Zlín. Na Slovensku tento druh chován není. V celé Evropě jej lze nalézt pravděpodobně jen v devíti zoologických zahradách, což reflektuje jeho vzácnost. Kromě těch českých se jedná o zařízení v Německu, Belgii, Francii a Spojeném království.

### Chov vZoo Praha
V pražské zoo je chován od roku 2013. Od listopadu toto roku byl pár bažantů umístěný v takzvané Bažantnici (ve spodní části zoo). Voliéru sdílel se sojkovci dvoubarvými, neboť ti také pocházejí ze Sumatry.  V roce 2015 samice uhynula, a tak je v současnosti v chovu jen samec.